# حسنی نگو یه دسته‌گل
حسنی نگو یه دسته گل یک کتاب شعر کودکانه و مشهورترین اثر منوچهر احترامی است. این کتاب بیش از پنجاه بار تجدید چاپ شده‌است.
این کتاب شعری کودکانه است و داستان پسری به نام حسنی را روایت میکند که تلاش می کند با حیوانات و اهالی دهکده ای به نام شلمرود ارتباط برقرار کند اما به خاطر عدم رعایت بهداشت شخصی موفق نمیشود ، کتاب تلاش میکند اهمیت بهداشت شخصی را در قالب داستان ساده کودکانه یاداور شود.

## نقد
حسین خسروی و سمیرا رئیسی در مقاله‌ای به نقد این کتاب پرداخته‌اند.